# Pan-Sahel-Initiative
Die Pan-Sahel-Initiative war ein nach dem 11. September 2001 initiiertes Militärhilfeabkommen der USA mit den Staaten Tschad, Niger, Mali und Mauretanien. Die Initiative richtete sich gegen Schmuggel, internationale Kriminalität und terroristische Bewegungen. Das Budget betrug 6,5 Millionen USD (2004). Etwa 350 US-Soldaten befanden sich dafür in der Region. Spezialkräfte des in Stuttgart stationierten Bataillons der 10th Special Forces Group bildeten in Mali einen Teil der Streitkräfte aus.